# Homenkî, Șarhorod
Homenkî (în ucraineană Хоменки) este localitatea de reședință a comunei Homenkî din raionul Șarhorod, regiunea Vinnița, Ucraina.

## Demografie
Componența lingvistică a localității Homenkî
     Ucraineană (99,26%)
     Alte limbi (0,65%)
Conform recensământului din 2001, majoritatea populației localității Homenkî era vorbitoare de ucraineană (99,26%), existând în minoritate și vorbitori de alte limbi.